# Aleksander Frydrychowicz Proński
Aleksander Frydrychowicz Proński herbu Pogoń Ruska (zm. w 1595/1596 roku) – kasztelan trocki w latach 1591–1595, klucznik łucki w latach 1582–1595, starosta łucki w latach 1580–1588, stolnik litewski w latach 1575–1588. 
Syn Fryderyka, wojewody kijowskiego. 
Z poselstwem do nowo wybranego króla Henryka III Walezego udał się do Francji w 1573] roku. 
W 1587 roku podpisał elekcję Maksymiliana III Habsburga. 
Urząd kasztelana trockiego pełnił w latach 1591–1595. Odznaczał się nadzwyczajną siłą fizyczną oraz wzrostem. Ożenił się z córką Romana Sanguszki, wojewody bracławskiego i hetmana polnego litewskiego. W 1595 roku podpisał synod toruński.